# Parapenaeopsis hardwickii
Parapenaeopsis hardwickii är en kräftdjursart som först beskrevs av Edward John Miers 1878.
Parapenaeopsis hardwickii ingår i släktet Parapenaeopsis och familjen Penaeidae. Inga underarter finns listade i Catalogue of Life.